# (27943) 1997 LB12
1997 أل بي 12 (ويعرف أيضًا باسم (27943) 1997 أل بي 12 وفق تسمية الكوكب الصغير) (بالإنجليزية: 1997 LB12)‏؛ هو كويكب ضمن حزام الكويكبات.
اكتُشف هذا الجُرم الفلكي بواسطة إيريك والتر إلست في 7 يونيو 1997، وترتيبه 27943 من حيث الاكتشاف.

## الوصف
اكتُشف 279431997LB في 7 يونيو 1997 في مرصد لاسيلا، الواقع في صحراء أتاكاما، إقليم كوكيمبو في تشيلي، بواسطة عالم الفلك البلجيكي إيريك والتر إلست. وقد رصد المشروع 868 مشاهدة للكويكب إلى غاية 8 يوليو 2021 بتوقيت منطقة المحيط الهادئ، أي في مدة قدرها 9,737 يومًا (26.7 عام). تستغرق الفترة المدارية للكويكب 1,290 يومًا (3.5 عام).

## الخصائص المدارية
يتميز مدار هذا الكويكب بنصف محور رئيسي يبلغ 2.32 وحدة فلكية، وحضيض قدره 2.15 وحدة فلكية، وانحراف قدره 0.0762 وزاوية ميلان 2.82 درجة بالنسبة لمسار الشمس. بسبب هذه الخصائص، أي نصف المحور الرئيسي بين 2 و3.2 وحدة فلكية وحضيض أكبر من 1,666 وحدة فلكية، يُصنف هذا الجُرم الفلكي وفقًا لقاعدة بيانات مختبر الدفع النفاث لأجرام النظام الشمسي الصغيرة كائنًا من حزام الكويكبات الرئيسي.

## وصلات خارجية
- (27943) 1997 LB12 في قاعدة بيانات مختبر الدفع النفاث لأجرام النظام الشمسي الصغيرة

- الاكتشاف · مخطط المدار ·  العناصر المدارية · المعلمات المادية

- (27943) 1997 LB12 على موقع ويكي سكاي: DSS2, SDSS, GALEX, IRAS, Hydrogen α, X-Ray, Astrophoto, Sky Map, Articles and images